# Майський (Зав'яловський район)
Ма́йський (рос. Майский) — починок в Зав'яловському районі Удмуртії, Росія.
Знаходиться на північно-західній околиці села Шабердіно, на правому березі річки Люк.

## Населення
Населення — 24 особи (2012; 23 в 2010).
Національний склад станом на 2002 рік:
- удмурти — 96 %

## Урбаноніми[3]
- вулиці — Лучна, Річкова